# Robert Wyss
Robert Wyss né le 17 janvier 1901 à Bâle est mort le 13 mai 1956 dans cette même ville est un nageur et un joueur de water-polo ayant participé aux Jeux olympiques de 1924 à 1936.

## Biographie
Robert Wyss est considéré comme l'un des meilleurs nageurs suisses : de 1922 à 1941, il a remporté 19 titres nationaux et a battu 18 records de Suisse en natation.
Aux Jeux olympiques d'été de 1924 à Paris, il est engagé sur le 200 mètres brasse. Il réalise 3 min 3 s 60 terminant deuxième de sa série et est qualifié pour les demi-finales. Là, avec 3 min 4 s 20, il fait le 5e temps au général et va en finale où il termine 5e en 3 min 5 s 60. En water-polo, l'équipe suisse est éliminée au premier tour par les Pays-Bas.
Aux Jeux olympiques d'été de 1928 à Amsterdam, il réalise 3 min 2 s 60 au 200 mètres brasse terminant deuxième de sa série et est qualifié pour les demi-finales. Il ne va pas plus loin (son temps n'est pas enregistré). En water-polo, l'équipe suisse est à nouveau éliminée au premier tour par les Pays-Bas.
En Water-polo aux Jeux olympiques d'été de 1936, l'équipe suisse remporte une victoire contre l'Islande dans sa poule, mais perd face à l'Autriche et la Suède et le tournoi s'arrête pour elle.